# Hang 'em high (canción)
«Hang 'em high» ("Cuélgalos alto") es la décima canción del disco Three cheers for sweet revenge de la banda My Chemical Romance, publicado en 2004.
La canción habla sobre un hombre que tiene intención de suicidarse, y que quiere demostrar a su pareja que la ama mucho. Al final, parece que el hombre se suicida definitivamente.
La canción está inspirada en la película homónima de 1967, protagonizada por Clint Eastwood, titulada en español Que los cuelguen bien alto o Cometieron dos errores.
Keith Morris, vocalista de la banda Black Flag, participó en la canción como vocalista adicional.[cita requerida]